# سباحة مقصية
السِّبَاحَةُ المِقَصِّيَّةُ (بالإنجليزية: trudgen)‏ هي نوع من السباحة، حيث يسبح الشخص في الغالب على جانب واحد مع رفع الذراعين بالتناوب فوق الماء: عندما تكون الذراع اليسرى فوق الرأس، تنتشر الساقين عن بعضها البعض على شكل ركلة. ثم لما تنزل الذراع اليسرى في الماء، تمتد الساقين ثم يتم جمعهما محدثةً ركلة مقصية حادة. ثم يتم رفع الذراع اليمنى للأمام فوق الماء، وعندما تنزل في الماء يتم تمديد الذراع اليسرى مرةً أخرى. تحدث الركلة المقصية كل ضربة ثانية، وهي تتمثل في نشر الساقين، ثم جمعهما مع حركة «صَكَّةٍ» مفاجئة.